# Chorvatská liga ledního hokeje 2012/2013
Chorvatská liga ledního hokeje 2012/13 byla dvacátoudruhou sezónou Chorvatské hokejové ligy v Chorvatsku, které se zúčastnilo celkem 5 týmů. Týmy po skončení základní části ze druhého kola postoupily do playoff. Ze soutěže se nesestupovalo.

## Systém soutěže
Do soutěže přibyl klub ze Slovinska: HDK Stavbar Maribor. První kolo se hrálo dvanáct zápasů (2x doma a 2x venku). Po skončení prvního kola nahradil celek Maribor ve druhém klub KHL Sisak. Druhé kolo se odehrálo šest zápasů. Po prvním kole byly rozloženy bonusové body k následnému druhému kolu. Všechny čtyři účastníci druhého kola se kvalifikovali do play-off.

## Základní část

### První kolo
| Poř. | Tým                 | Z  | V  | VP | PP | P | VG | OG | B  |
| ---- | ------------------- | -- | -- | -- | -- | - | -- | -- | -- |
| 1.   | HDK Stavbar Maribor | 12 | 11 | 0  | 0  | 1 | 86 | 24 | 33 |
| 2.   | KHL Mladost Zagreb  | 12 | 6  | 0  | 2  | 4 | 62 | 57 | 20 |
| 3.   | KHL Medveščak II    | 12 | 3  | 1  | 0  | 8 | 41 | 71 | 11 |
| 4.   | KHL Zagreb          | 12 | 2  | 1  | 0  | 9 | 41 | 78 | 8  |

### Druhé kolo
| Vysvětlivka            |
| ---------------------- |
| Postupující do playoff |

| Poř. | Tým                | Z | V | VP | PP | P | VG | OG | B      |
| ---- | ------------------ | - | - | -- | -- | - | -- | -- | ------ |
| 1.   | KHL Medveščak II   | 6 | 5 | 0  | 0  | 1 | 35 | 18 | 19 (4) |
| 2.   | KHL Mladost Zagreb | 6 | 4 | 0  | 0  | 2 | 53 | 31 | 18 (6) |
| 3.   | KHL Zagreb         | 6 | 3 | 0  | 0  | 3 | 32 | 36 | 11 (2) |
| 4.   | KHL Sisak          | 6 | 0 | 0  | 0  | 6 | 22 | 57 | 0      |

## Playoff

### Pavouk
|  | Semifinále | Semifinále         | Semifinále |  |  | Finále | Finále             | Finále |
|  |            |                    |            |  |  |        |                    |        |
|  | 1          | KHL Medveščak II   | 2          |  |  |        |                    |        |
|  | 4          | KHL Sisak          | 0          |  |  |        |                    |        |
|  |            |                    |            |  |  | 1      | KHL Medveščak II   | 3      |
|  |            |                    |            |  |  | 2      | KHL Mladost Zagreb | 2      |
|  | 2          | KHL Mladost Zagreb | 2          |  |  |        |                    |        |
|  | 3          | KHL Zagreb         | 0          |  |  |        |                    |        |

### Semifinále
- KHL Mladost Zagreb – KHL Zagreb 2:0 (7:3,11:2)
- KHL Medveščak II – KHL Sisak 2:0 (5:0,5:0) všechny zápasy byly kontumovány

### Finále
- KHL Medveščak II – KHL Mladost Zagreb 3:2 (6:5,3:8,3:8,5:3,7:3)